# Stenocrepis metallica
Stenocrepis metallica är en skalbaggsart som beskrevs av Pierre François Marie Auguste Dejean. Stenocrepis metallica ingår i släktet Stenocrepis och familjen jordlöpare. Inga underarter finns listade i Catalogue of Life.